# Arrondissement di Cherbourg
L'arrondissement di Cherbourg (o Cherbourg-Octeville) è una suddivisione amministrativa francese, situata nel dipartimento della Manica e nella regione della Normandia.

## Composizione
L'arrondissement di Cherbourg raggruppa 189 comuni in 15 cantoni:
- cantone di Barneville-Carteret
- cantone di Beaumont-Hague
- cantone di Bricquebec
- cantone di Cherbourg-Octeville-Nord-Ovest
- cantone di Cherbourg-Octeville-Sud-Est
- cantone di Cherbourg-Octeville-Sud-Ovest
- cantone di Équeurdreville-Hainneville
- cantone di Montebourg
- cantone di Les Pieux
- cantone di Quettehou
- cantone di Saint-Pierre-Église
- cantone di Saint-Sauveur-le-Vicomte
- cantone di Sainte-Mère-Église
- cantone di Tourlaville
- cantone di Valognes.